# Ntower
ntower ist ein 2007 als Wiitower.de gegründetes deutschsprachiges Onlinemagazin zu Produkten des japanischen Videospielherstellers Nintendo. Das unabhängige Portal veröffentlicht Spieletests, Anleitungen, Vorabberichte, Interviews, Kommentare und allgemeine Neuigkeiten rund um das Unternehmen, seine Produkte und dessen Fangemeinde. Daneben können sich registrierte Besucher in einem Leserforum zum Thema austauschen und eigene Blogartikel veröffentlichen. Gründer, Geschäftsführer und Herausgeber ist Holger Wettstein, die etwa zwanzigköpfige Redaktion leiten Dennis Meppiel und Krispin Berndt. Das Redaktionsteam erstreckt sich über den deutschsprachigen Raum und besteht aus mehr als 20 Personen.
Nach eigenen Angaben zählte ntower zwischen Oktober 2020 und Oktober 2021 bis zu 500.000 Nutzer und bis zu 2,2 Millionen Webseitenaufrufe im Monat. Die Anzahl der registrierten Mitglieder belief sich im August 2025 auf rund 20.400.